# CoRoT-11 b
CoRoT-11 b est une exoplanète orbitant autour de l'étoile CoRoT-11, elle a été découverte en 2010.